# Kadilnica
Kadílnica (latinsko: turibulum ali thuribulum) je priprava, ki jo uporabljajo v večini krščanskih Cerkva za blagoslavljanje s kadilom. Aromatični dim, ki se dviga iz kadilnice proti nebu, simbolizira povezavo med ljudmi in Bogom.
Kadilnica je kovinska posoda s pokrovom. Po navadi kadilnica visi na verižicah, ki omogočajo lažje nošenje. Pred začetkom obreda duhovnik ali ministrant napolni kadilnico z žarečim ogljem. Potem strese na oglje malo kadila, ki se začne žgati in oddajati značilni vonj. Z nihanjem kadilnice lahko duhovnik oziroma ministrant doseže, da se oglje bolj razžari in s tem poveča oddajanje vonja.
Nosilca kadilnice po navadi spremlja še ministrant, ki prenaša kadilo v posebni posodici, ki se imenuje navikula ali čolniček s kadilom.
Kadilnico se lahko uporablja pri različnih liturgičnih opravilih, najpogosteje pri svečanih mašah ob največjih krščanskih praznikih. Duhovnik po navadi s kadilnico blagoslovi oltar, mašne darove (vino in hostije), monštranco z Najsvetejšim, evangelij pa tudi zbrane vernike (klerike in laike).
Obstajajo tudi zelo velike kadilnice, ki lahko tehtajo 100 in več kilogramov. Take kadilnice po navadi obesijo na posebno ogrodje oziroma na strop cerkve. Svetovno znana je orjaška kadilnica iz Cerkve svetega Jakoba v kraju Santiago de Compostela (Španija).